# Carololangia mirabunda
Carololangia mirabunda är en kräftdjursart som beskrevs av Gardiner 1975. Carololangia mirabunda ingår i släktet Carololangia och familjen Neotanaidae. Inga underarter finns listade i Catalogue of Life.